# Mosteiro de San Xoán de Caaveiro

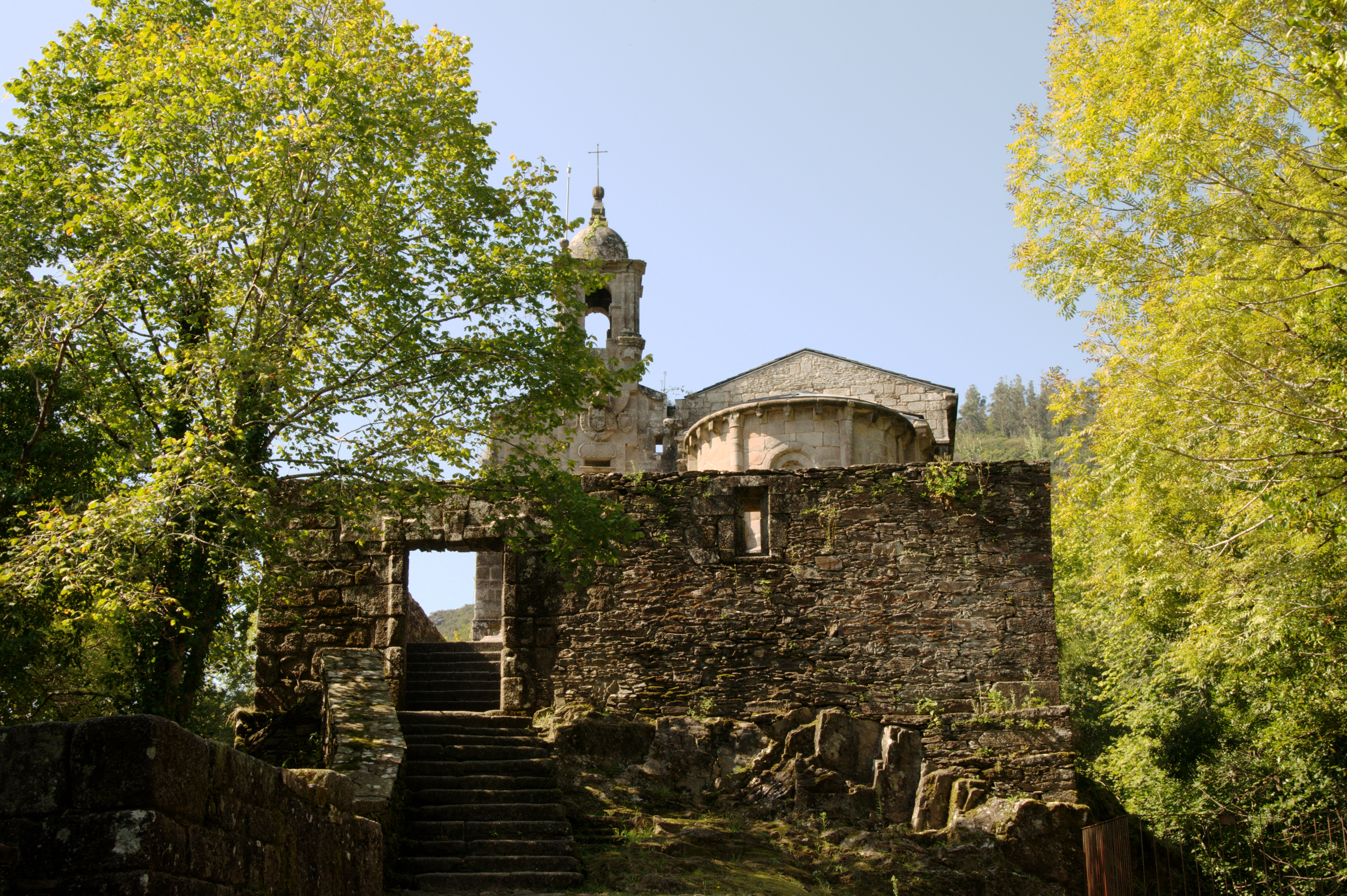
Mosteiro de Caaveiro

Das Mosteiro de San Xoán de Caaveiro (galicisch) bzw. Monasterio de San Juan de Caaveiro (spanisch) ist ein ehemaliges Kloster im Norden Galiciens.

## Geografische Lage

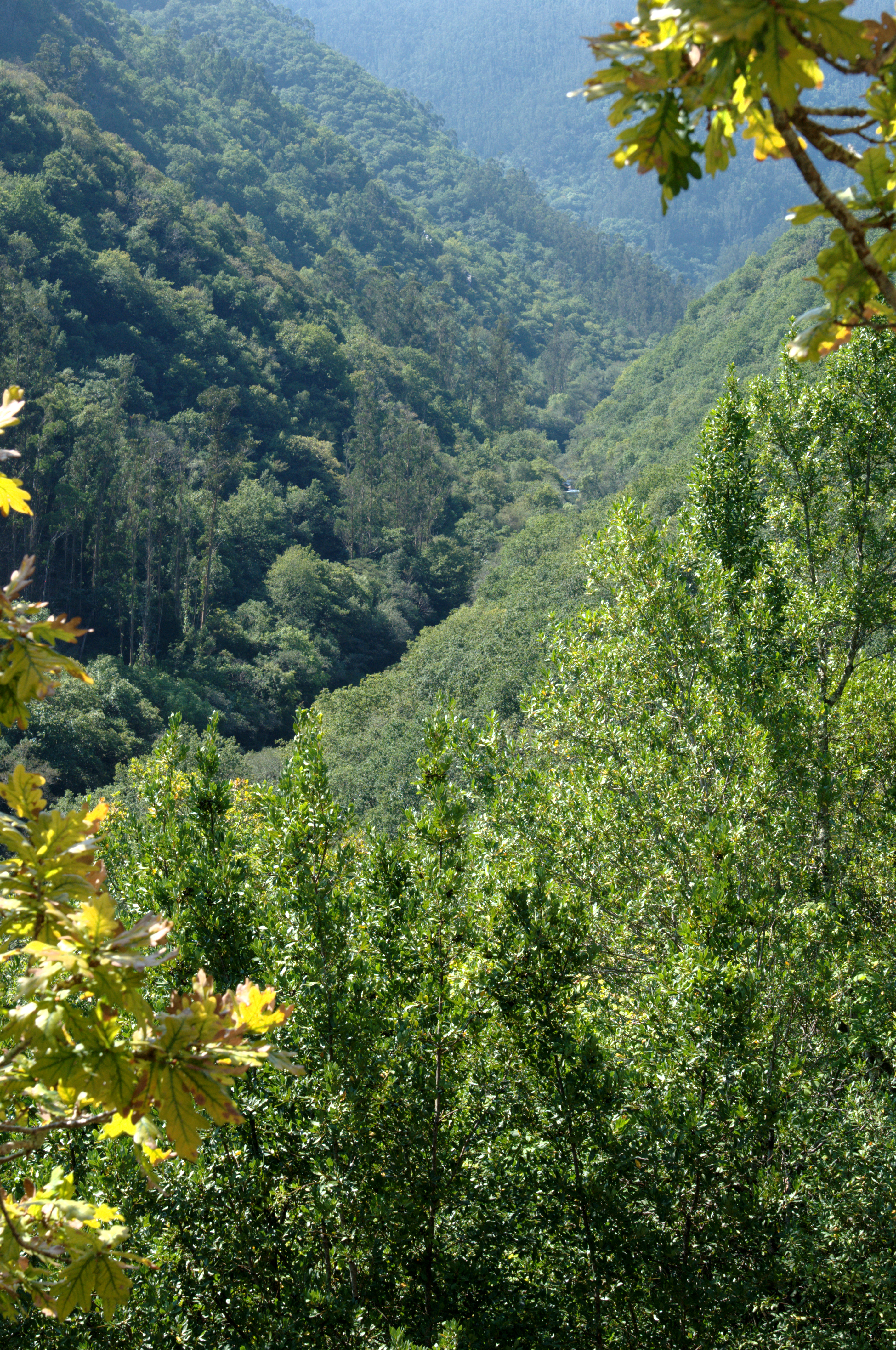
Blick aus dem Kanonikerhaus in das Tal des Río Eume

Das Kloster liegt im Nationalpark Fragas do Eume auf dem Gebiet der Gemeinde Capela, auf einer Bergnase mit steil abfallenden Hängen oberhalb der Mündung des Baches Río Sesin in den Río Eume.
Die Anlage ist von Pontedeume aus über die schmale Straße DP-6902 erreichbar, die entlang dem Fluss in den Park hineinführt. Die Straße endet ca. 13 km an einer Steinbrücke. Diese überquerend, erreicht man auf einem steilen, gut befestigten und rutschsicheren Wirtschaftspfad hochsteigend die Anlage.

## Geschichte
Das Kloster wurde 934 gegründet, um den verstreut im Wald lebenden Einsiedlern eine sichere Unterkunft zu bieten. Zuwendungen des Bischofs Rosendo de Celanova verschafften ihm ein beträchtliches Vermögen. Später übertrug der Bischof von Santiago de Compostela dem Kloster Gebiete und Gerichtsbarkeiten auf der rechten Seite des Río Eume. Das Kloster besaß nun großen Einfluss und erreichte den Rang eines königlichen Kollegiatstiftes mit sechs Kanonikern. Diesen Rang konnte es bis Ende des 18. Jahrhunderts halten.
Zu Beginn gehörte das Kloster zum Orden von St. Benedikt, wechselte jedoch im zwölften Jahrhundert zu den Augustinern. Zwischen 1220 und 1259 erreichte Dominium die größte Ausdehnung. Es reichte von der Brücke von Pontedeume bis zu den Pfarrgemeinden Cabanas und Irís. Unter seine Gerichtsbarkeit fielen mehr als fünfzehn Pfarrgemeinden.
Im Hochmittelalter verlor es mit dem Aufstieg des Adelshauses Andrade viel wirtschaftliche Macht. Unter der Herrschaft der Katholischen Könige setzte sich diese Entwicklung fort. Es verlor einen Großteil seiner Besitzungen. Die Reliquien des inzwischen heiliggesprochenen Rosendo de Celanova wurden nach Santiago de Compostela überführt. Gemälde und Kirchenglocken wurden an Kirchen in der Region verteilt.
Um 1800 wurde das Kloster aufgegeben, und Verfall setzte ein. 1896 nahm Don Pío García Espinosa, der umliegendes Land gekauft hatte, den Klosterbetrieb mit Genehmigung des Erzbischofs von Santiago wieder auf. Mit seinem Tod erlosch das klösterliche Leben erneut.
1971 wurde die Anlage als Conjunto histórico-artístico geschützt. Sie befindet sich heute im Besitz der Provinz A Coruña. Diese bemüht sich seitdem um den Erhalt und die Restaurierung der Anlage.

## Bauten

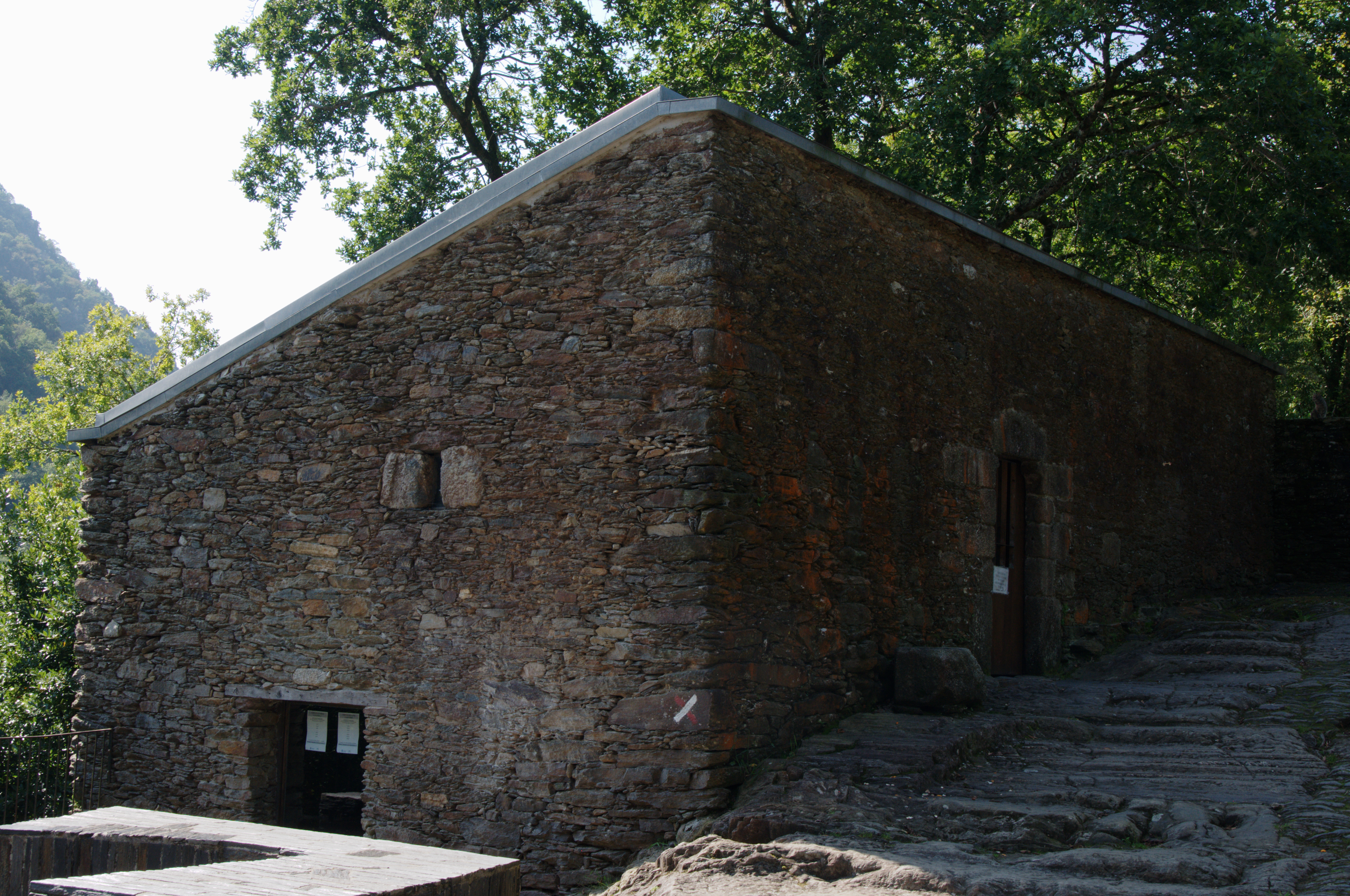
Stallhaus
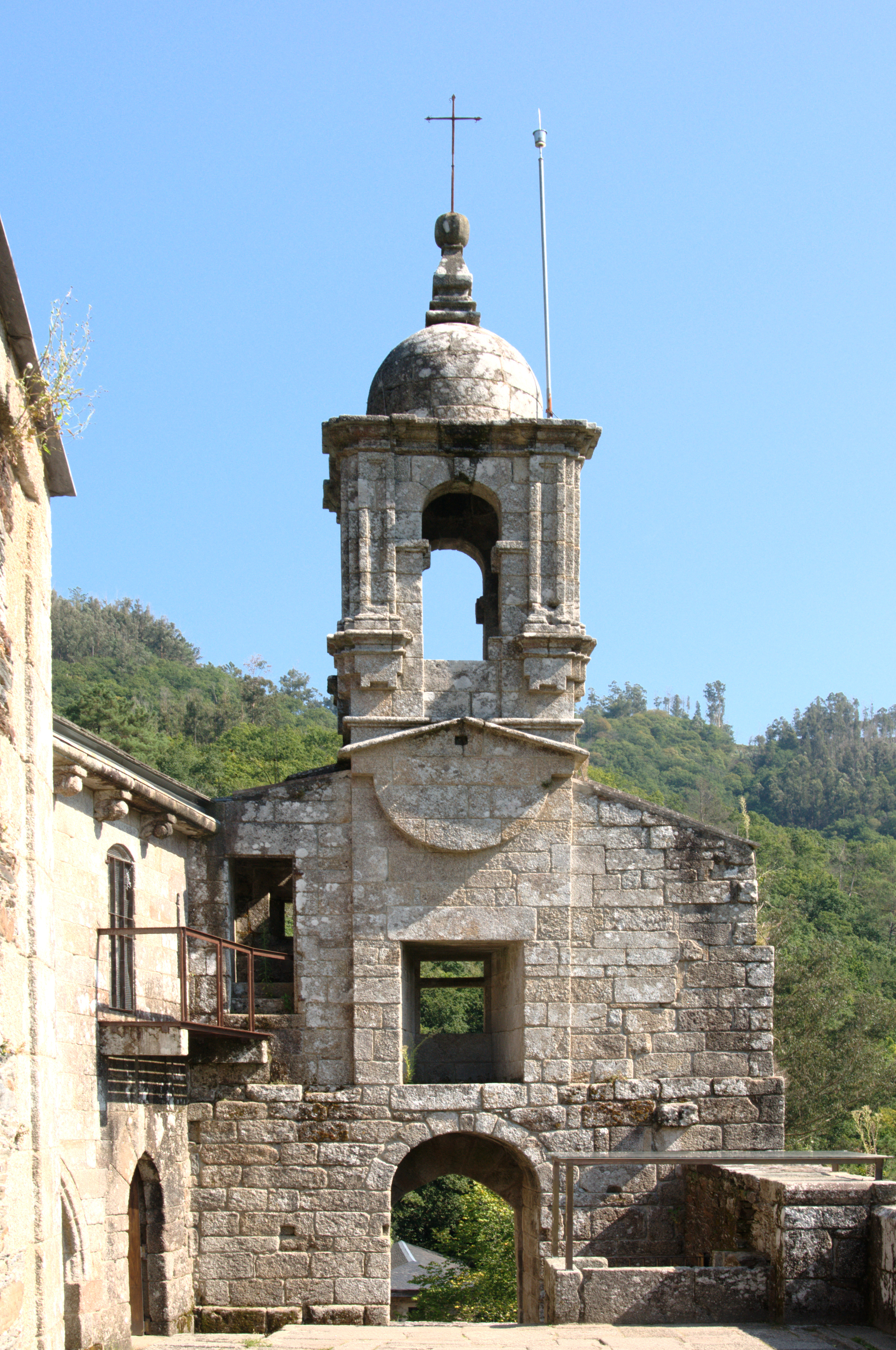
Torhaus, Ansicht vom Inneren der Anlage aus
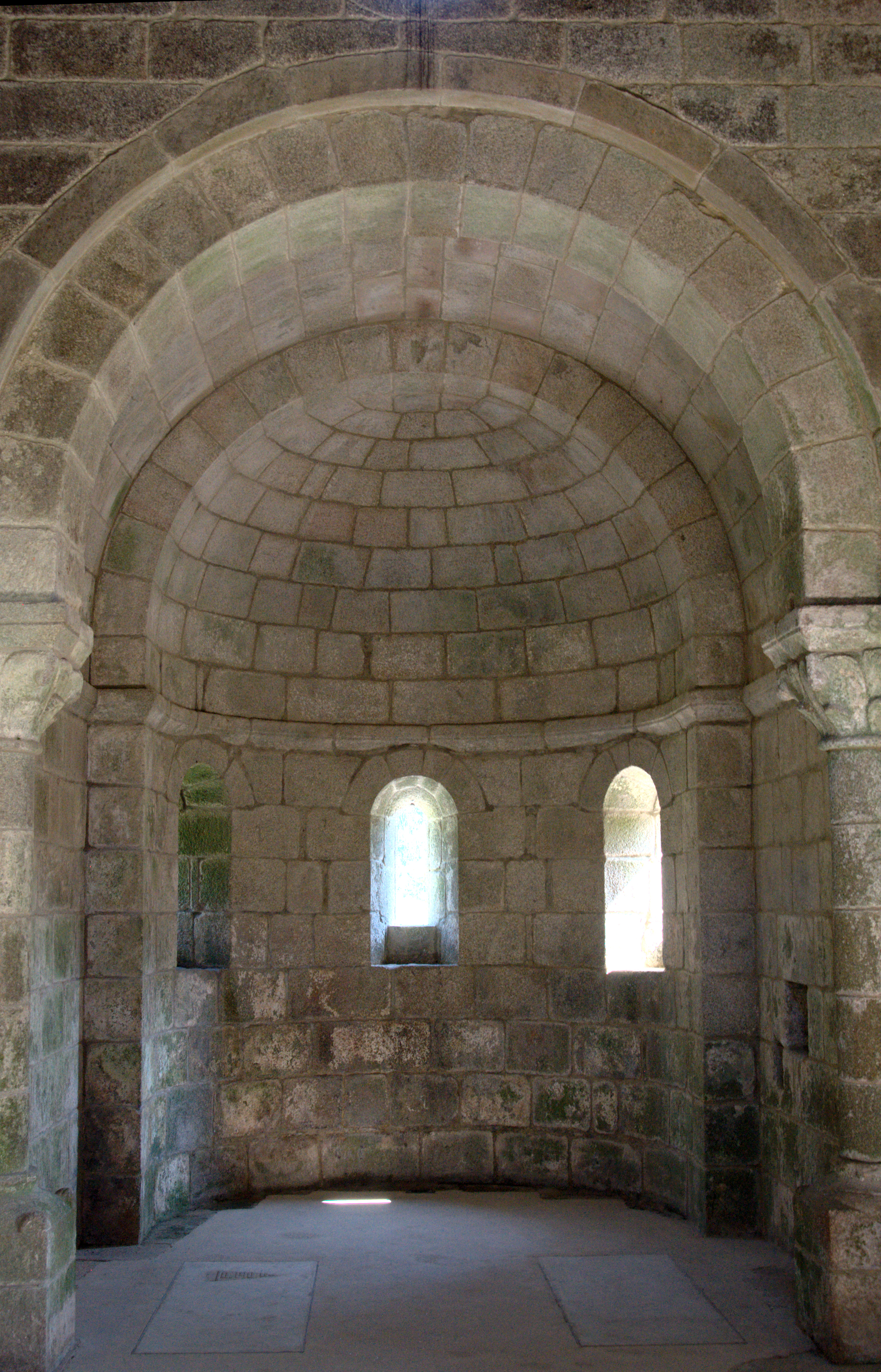
Kirche Santa Isabel
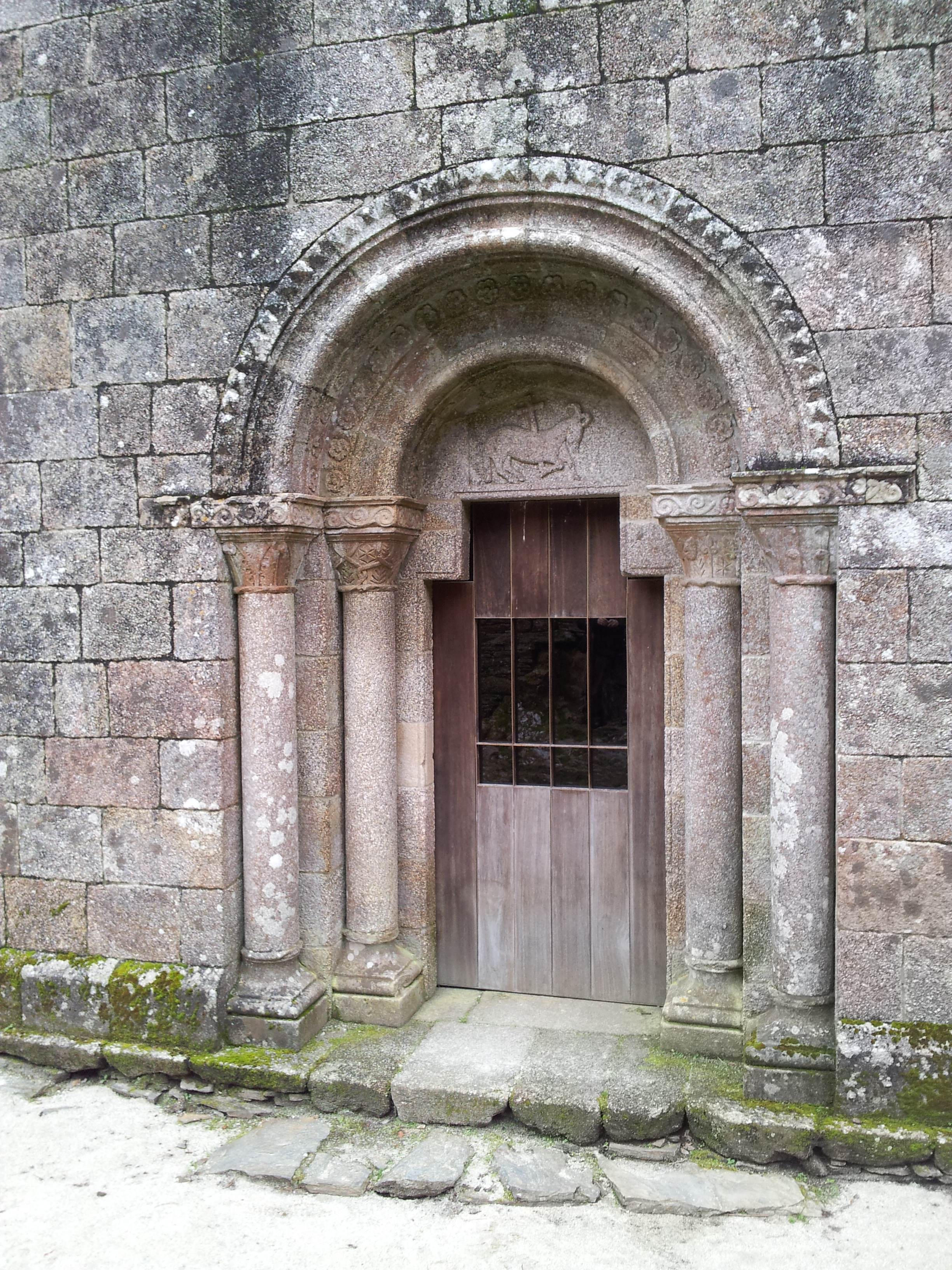
Santa Isabel, Westportal
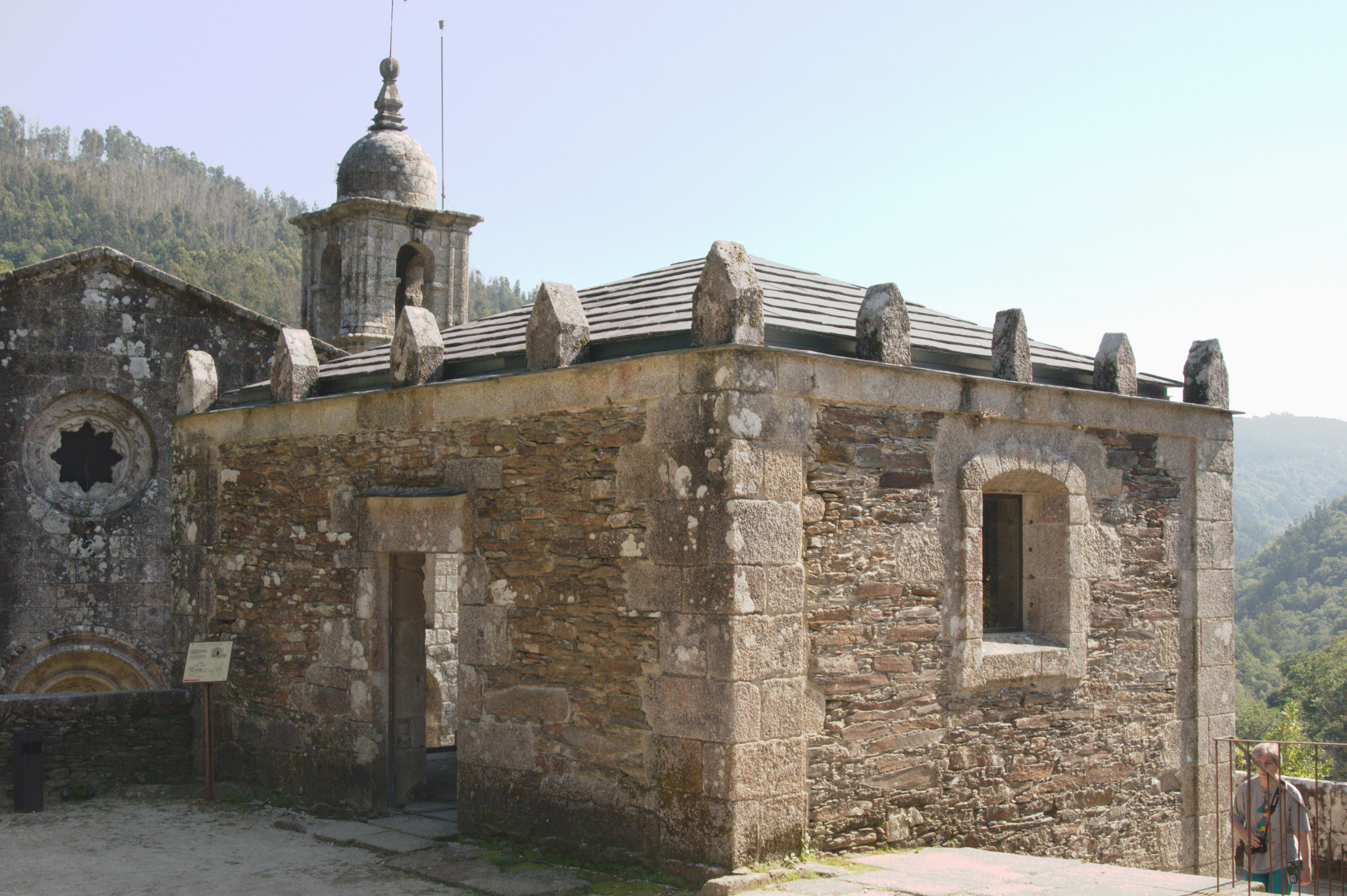
Haus von Don Pío
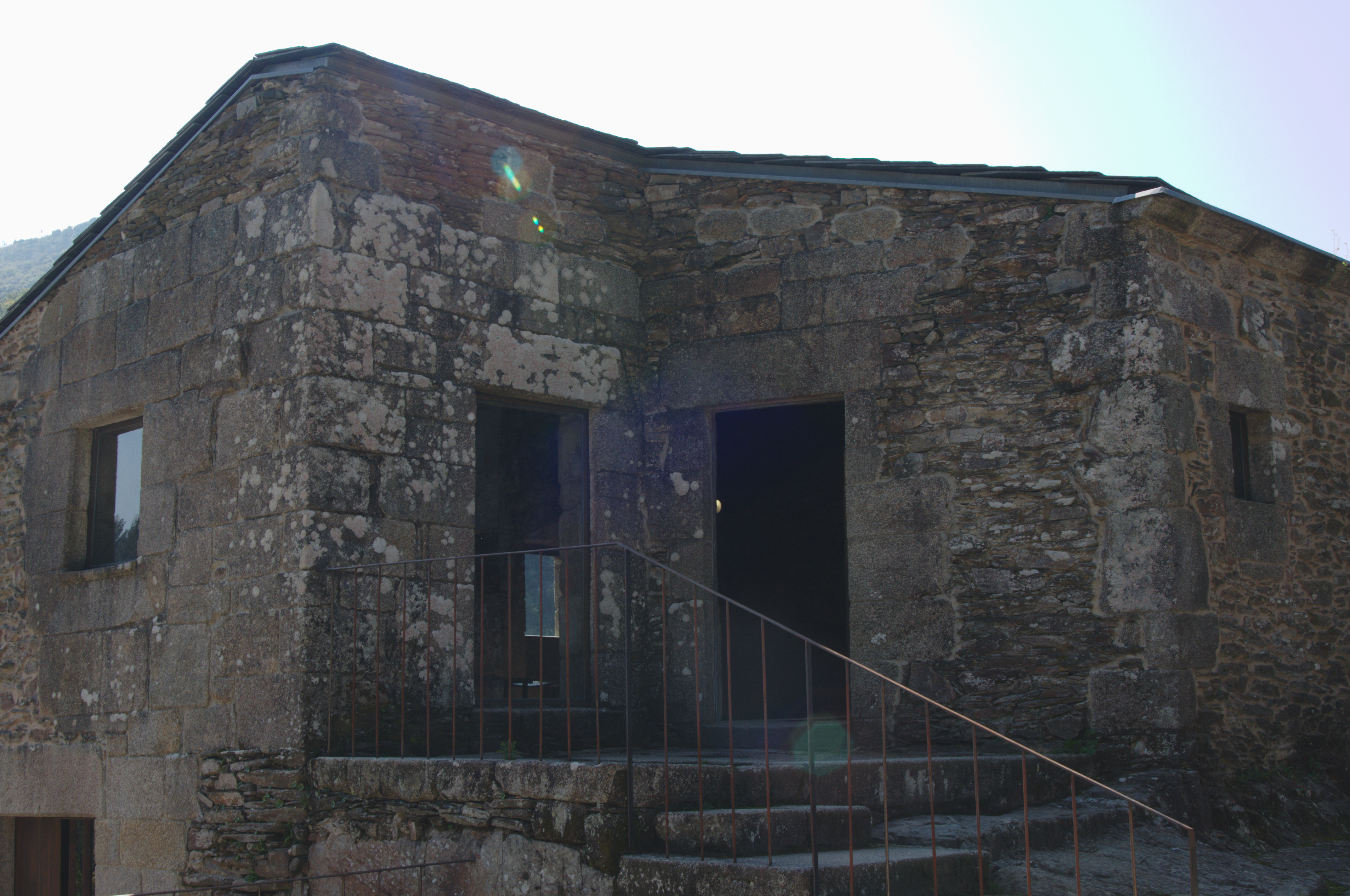
Kanoniker-Haus
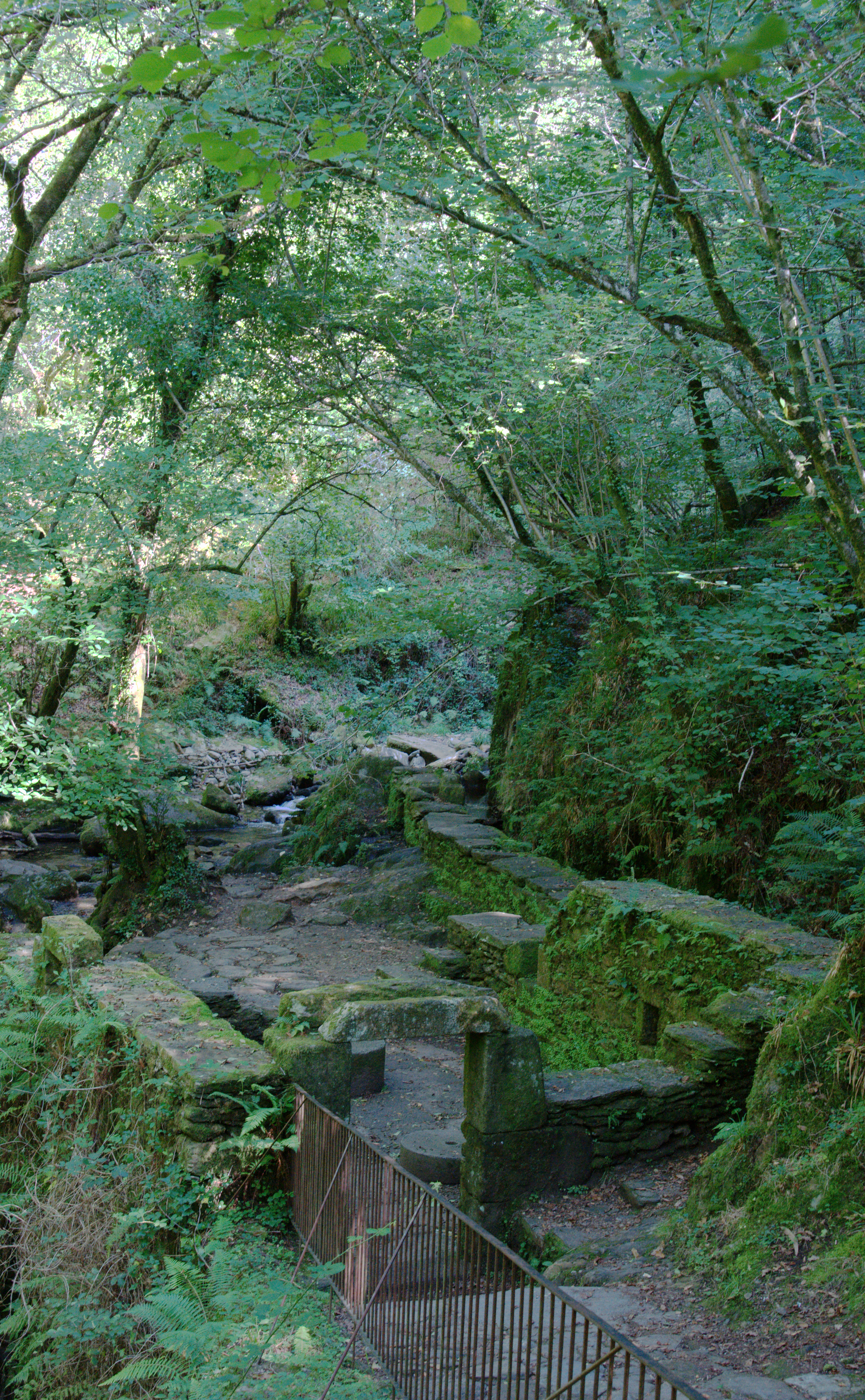
Mühle

### Allgemeiner Bauzustand
Die Gebäude sind aus roh behauenen Granitsteinen gefügt. Sie sind äußerlich in gutem Zustand, aber innen zum großen Teil leer.

### Außenbereich
Nördlich der eigentlichen Klosteranlage liegt im dunklen Talgrund am Río Sesin die Ruine der alten Klostermühle.
Auf dem Bergrücken östlich der Anlage liegt das Backhaus Casa do Forno. Es beherbergt heute eine kleine Gaststätte für Besucher. Linkerhand folgt das Stallhaus. Aufwärts gehend erreicht man nach einigen Schritten die Umfriedung des Kirchhofs.

### Innenbereich
Von dort führt eine Steintreppe zwanzig Stufen hinauf zum Torhaus. Auf seiner Spitze steht ein barocker Turm aus dem siebzehnten Jahrhundert im Stil von Santiago de Compostela. Darunter ist das Wappenschild des Hauses Kastilien und León über einem rechteckigen Fenster eingemeißelt.
Es gab ursprünglich zwei Kirchen, von denen nur die Capela de Santa Isabel erhalten ist, die sich rechterhand an das Torhaus anschließt. Es handelt sich um einen romanischen Bau aus dem 12. Jahrhundert mit einem annähernd quadratischen Hauptschiff, an das sich östlich eine halbrunde Apsis mit einer halbrunden Kuppel anschließt. Pío García Espinosa ließ die Kirche restaurieren und verlängerte dabei das Hauptschiff ein wenig. Das Westportal ist ein gestaffeltes Rundbogentor, dessen Gewölbe von Rundsäulen mit verzierten Würfelkapitellen getragen wird. Im Tympanon ist eine Reliefskulptur des Agnus Dei eingemeißelt.
Die untergegangene Kollegialkirche befand sich westlich davon im höchsten Bereich der Anlage.
Dort, wo die ehemalige Sakristei dieser Kirche stand, befindet sich das Häuschen von Don Pío. Die beiden Häuser der Kanoniker bilden den westlichen Abschluss der Anlage außen auf der Bergnase.